# 570 Kythera
570 Kythera este un asteroid din centura principală, descoperit pe 30 iulie 1905, de Max Wolf.